# Роузбад (Мисури)
Роузбад (енгл. Rosebud) град је у америчкој савезној држави Мисури.

## Демографија
По попису из 2010. године број становника је 409, што је 45 (12,4%) становника више него 2000. године.
| Група             | 2000.       | 2010.       |
| Белци             | 355 (97,5%) | 392 (95,8%) |
| Афроамериканци    | 1 (0,3%)    | 0 (0,0%)    |
| Азијати           | 0 (0,0%)    | 4 (1,0%)    |
| Хиспаноамериканци | 0 (0,0%)    | 7 (1,7%)    |
| Укупно            | 364         | 409         |